# Kidano
Kidano är ett periodiskt vattendrag i Burundi.   Det ligger i provinsen Gitega, i den centrala delen av landet, 70 kilometer öster om huvudstaden Bujumbura.
Omgivningarna runt Kidano är en mosaik av jordbruksmark och naturlig växtlighet. Runt Kidano är det ganska tätbefolkat, med 230 invånare per kvadratkilometer.